# Bach’s Bottom
Bach’s Bottom — второй сольный альбом, выпущенный поп-рок-музыкантом Алексом Чилтоном. Он был записан в сентябре и октябре 1975 года в Ardent Studios в Мемфисе, штат Теннесси.

## Список композиций
Сторона 1
1. «Take Me Home and Make Me Like It» (Алекс Чилтон, Бенни Дэвис[англ.], Дэнни Графлунд, Гровер Делюка, Джон Тивен[англ.]) — 2:32
2. «Everytime I Close My Eyes» (Джон Тивен) — 1:47
3. «All of the Time» (Алекс Чилтон, Леса Олдридж) — 2:42
4. «Oh Baby I’m Free (Part 1 & 2)» (Алекс Чилтон, Джон Тивен) — 6:22
5. «I'm So Tired (Part 1 & 2)» (Джон Леннон, Пол Маккартни) — 3:12

Сторона 2
1. «Free Again» (Алекс Чилтон) — 2:20
2. «Jesus Christ» (Алекс Чилтон) — 2:18
3. «Singer Not The Song» (Мик Джаггер, Кит Ричардс) — 2:02
4. «Summertime Blues» (Эдди Кокран, Джерри Кейпхарт[англ.]) — 2:35
5. «Take Me Home Again (Part 1 & 2)» (Алекс Чилтон, Дэнни Графлунд, Джон Тивен) — 3:52

## Участники записи
- Алекс Чилтон — вокал, фортепиано, бэк-вокал
- Кен Вудли — бас-гитара
- Джон Лайтман — бас-гитара
- Джонатан Сэнборн — бас-гитара в песнях «Take Me Home and Make Me Like It (Version 1)» и «I’m So Tired»
- Рик Кларк — бас-гитара, фортепиано, бэк-вокал
- Крис Белл — гитара, тимбалы на «All of The Time»
- Ричард Роузбро — ударные, звукоинженер
- Джон Тивен[англ.] — акустическая и электрогитара, слайд-гитара, бэк-вокал, перкуссия, продюсер
- Энди Хаммел[англ.] — орган
- Дэвид Бивер — орган, клавин
- Томми Хоэн — фортепиано, бэк-вокал
- The Bad Acoustics (Дэйв Рэйв, Лорен Аньелли, Гэри Пиг Голд[англ.]), Эндрю Луг Олдем — дополнительный бэк-вокал